# Chimarra prisna
Chimarra prisna är en nattsländeart som beskrevs av Chantaramongkol och Malicky 1986. Chimarra prisna ingår i släktet Chimarra och familjen stengömmenattsländor. Inga underarter finns listade i Catalogue of Life.